# Лято в бяло
„Лято в бяло“ е български телевизионен филм (детски, приключенски) от 1987 година на режисьора Александър Раковски, по сценарий на Волен Николаев. Оператори са Красимир Михайлов, Стефан Христов и Захари Мулетаров. Музиката във филма е композирана от Тодор Филков. Художник Мариана Николова.

## Актьорски състав
| Изпълнител            | Роля                           |
| с участието на децата |                                |
| --------------------- | ------------------------------ |
| Михаил Бояджиев       |                                |
| Виктор Марков         |                                |
| Богдан Маричков       |                                |
| Марио Петров          |                                |
| и                     |                                |
| Георги Новаков        | Странджев/Гоген, художникът    |
| Светла Дионисиева     | Бела, приятелката на Странджев |
| Иван Обретенов        |                                |
| в епизодите:          |                                |
| Йорданка Кузманова    | майката на Марио               |
| Пламен Дончев         | бащата на Марио                |
| Силва Аврамова        | майката на Найден              |
| Димитър Милев         |                                |
| Георги Пенчев         |                                |
| Ева Шаркова           |                                |
| кучето Орсо           |                                |